# Holm Putzke
Holm Putzke, né en 1973 à Dohna, est un juriste et essayiste allemand, connu pour son apport à la controverse sur la circoncision.

## Biographie
Holm Putzke milite pour l'interdiction de la circoncision religieuse,.

## Publications
- Beschleunigtes Verfahren bei Heranwachsenden – Zur strafprozessualen Ausprägung des Erziehungsgedankens in der Adoleszenz. In: Bochumer Schriften zur Rechtsdogmatik und Kriminalpolitik. Band 1, Felix-Verlag, Holzkirchen/Obb. 2004,  (ISBN 978-3927983717) (Zugl. Dissertation Bochum, 2003).
- Strafprozessrecht. In: Jurakompakt. C.H. Beck, Auflage: 4., München 2012,  (ISBN 978-3406628146) (gemeinsam mit Jörg Scheinfeld).
- Juristische Arbeiten erfolgreich schreiben. In: Jurakompakt. C.H. Beck, Auflage: 3., München 2010,  (ISBN 978-3406607011).
- Jugendstrafrecht. In: Kriminologische Studienliteratur. Band 1, Felix-Verlag, Holzkirchen/Obb. 2012,  (ISBN 978-3862939008) (gemeinsam mit Thomas Feltes).
- BGH kippt Freispruch vom Vorwurf der Rechtsbeugung: Wenn Richter über Richter richten, Anmerkung zu BGH, Beschl. v. 31.5.2012 (2 StR 610/11). In: Legal Tribune ONLINE (LTO). 2012 (gemeinsam mit Christina Putzke).
- Pflichtdelikte und objektive Zurechnung. Zum Verhältnis der allgemeinen Tatbestandsvoraussetzungen zu den Merkmalen des § 25 StGB. In: Festschrift für Claus Roxin. Berlin/New York 2011, S. 425–437.
- Entscheidungsbesprechung zu Beschl. v. 25. 7. 2011 – 1 StR 631/10 (Haupt-verhandlungsabwesenheit nach Suizidversuch). In: Zeitschrift für das Juristische Studium (ZJS). 2012, S. 384–388.
- Der strafbare Versuch. In: Juristische Schulung (JuS). 2009, S. 894–998, 985–990, 1083–1087.
- Polygraphische Untersuchungen im Strafprozess. Neues zur faktischen Validität und normativen Zulässigkeit des vom Beschuldigten eingeführten Sachverständigenbeweises. In: Zeitschrift für die gesamte Strafrechtswissenschaft 121 (2009). 2009, S. 607–644 (gemeinsam mit Jörg Scheinfeld, Gisela Klein und Udo Undeutsch).
- Die strafrechtliche Relevanz der Beschneidung von Knaben. Zugleich ein Beitrag über die Grenzen der Einwilligung in Fällen der Personensorge. In: Festschrift für Rolf Dietrich Herzberg. Tübingen 2008, S. 669–709.
- Die Preußische Treuhand – Adressat einer vereinsrechtlichen Verbotsverfügung?. In: Nordrhein-Westfälische Verwaltungsblätter (NWVBl.). 2007, S. 273–280 (gemeinsam mit Guido Morber).
- Was ist gute Kriminalpolitik? Eine begriffliche Klärung. In: Festschrift für Hans-Dieter Schwind. Heidelberg u.a. 2006, S. 111–122.
- Kriminologische Betrachtungen zur Jugendkriminalität. In: Kriminalistik. 2004, S. 529–532 (gemeinsam mit Thomas Feltes).
- Rezension zu Thomas Exner, Sozialadäquanz im Strafrecht. Zur Knabenbeschneidung. In: Medizinrecht. 2012, S. 229–230.
- Rezension zu Jochen Schneider: Die männliche Beschneidung (Zirkumzision) Minderjähriger als verfassungs- und sozialrechtliches Problem. In: Zeitschrift für Internationale Strafrechtsdogmatik (ZIS). 2009, S. 177–187.
- LG Köln fällt wegweisendes Urteil (26. Juni 2012, LTO)
- Mitherausgeber der Schriftenreihe "Bochumer Schriften zur Rechtsdogmatik und Kriminalpolitik". Felix-Verlag, Holzkirchen/Obb.
- Mitherausgeber der Festschrift für Rolf Dietrich Herzberg. Mohr-Siebeck, Tübingen.  (ISBN 978-3161495700)
- Mitherausgeber der ZIS - Zeitschrift für Internationale Strafrechtsdogmatik
- Mitherausgeber der ZJS - Zeitschrift für das Juristische Studium
- Mitherausgeber der Schriften zur rechtswissenschaftlichen Didaktik